# Ptiloglossa jonesi
Ptiloglossa jonesi is een vliesvleugelig insect uit de familie Colletidae. De wetenschappelijke naam van de soort is voor het eerst geldig gepubliceerd in 1946 door Timberlake.